# Joshua Kalsakau
Joshua Tafura Kalsakau, né le 12 août 1971,, est un homme politique vanuatais.

## Biographie
Il est l'un des dix enfants de George Kalsakau, autochtone devenu inspecteur en chef dans la police coloniale puis ministre-en-chef inaugural durant le condominium franco-britannique de ce qui est alors les Nouvelles-Hébrides.
Après la fin de sa scolarité (collège), il obtient divers emplois dans le secteur privé (réceptionniste de casino, responsabilités administratives pour des compagnies de transport...), travaille dans le domaine de l'immobilier de 1997 à 2004, puis se lance en politique. Il est élu député lors des législatives de juillet 2004, représentant l'Association de la communauté nationale, puis rejoint en cours de législature le Parti travailliste, co-fondé par son frère aîné Éphraïm et dont il prend finalement la tête. Il est alors le premier et le seul député travailliste au Parlement du Vanuatu. En 2007 le premier ministre Ham Lini le nomme ministre de la Justice et des Affaires sociales. Dans le cadre de ces fonctions, Kalsakau annonce la création d'une nouvelle prison pour détenus « à haut risque », afin de les isoler des autres détenus,,.
Il conserve son siège de député, et demeure le seul élu travailliste, aux législatives de septembre 2008. En juin 2011 il est nommé ministre des Infrastructures et des Services publics dans le très éphémère gouvernement par intérim d'Edward Natapei, mais ce gouvernement de six jours n'est chargé que des affaires courantes, et Joshua Kalsakau ne peut donc initier de nouvelles politiques. En septembre 2011, il est nommé vice-Premier ministre par Serge Vohor, auquel le Parlement a confié la tête du gouvernement, mais la formation de ce gouvernement est déclarée contraire à la Constitution par la Cour suprême, et Kalsakau se retrouve à nouveau sur les bancs de l'Opposition,.
Il perd son siège de député aux élections de 2012, mais le retrouve à celles de 2016 où il est rejoint au Parlement par ses frères Éphraïm Kalsakau et Ishmael Kalsakau, ce dernier devenant chef de l'opposition parlementaire. Il est à nouveau battu dans sa circonscription aux élections de 2020.